# 天主教大田教區
天主教大田教區 （拉丁語：Dioecesis Taeieonensis）是韓國一個羅馬天主教教區，屬首爾總教區。範圍包括忠清南道和座堂所在的大田廣域市。
2007年，有221,711名教友，估轄區總人口6.5%，有107個堂區、215名司鐸、31名修士、526名修女。現任主教金鍾秀。
1958年設宗座監牧區。1962年3月10日被升為教區。2014年8月10日至18日，在此舉行了第六屆亞洲青年日。

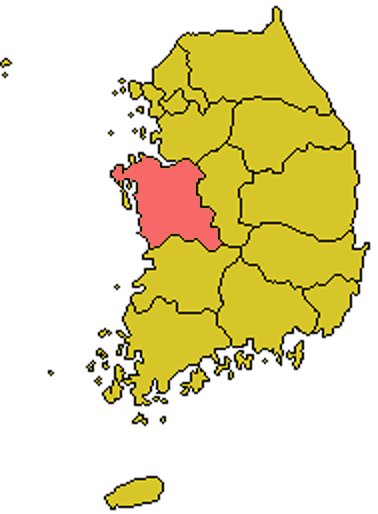
教區範圍